# كرة الطاولة في الألعاب الأولمبية الصيفية 2024
ستقام منافسات كرة الطاولة في دورة الألعاب الأولمبية الصيفية 2024 في باريس في الفترة من 27 يوليو إلى 10 أغسطس في معرض باريس إكسبو بورت دو فرساي .  سيتنافس إجمالي 172 لاعب كرة طاولة، مع توزيع متساو بين الرجال والسيدات، عبر خمس مسابقات ميداليات (اثنتان لكل جنس ومختلط) في هذه الألعاب، وهو نفس العدد تمامًا كما في الإصدارات السابقة. بعد النجاح الكبير الذي حققته دورة طوكيو 2020 ، تظل بطولة الزوجي المختلط ضمن برنامج كرة الطاولة للمرة الثانية في الأولمبياد. 